# Капоне, Аль
Альфо́нсе Габриэ́ль «Великий Аль» Капо́не (англ. Alphonse Gabriel «Great Al» Capone; 17 января 1899 — 25 января 1947) — американский гангстер итальянского происхождения, действовавший в 1920—1930-х годах на территории Чикаго. Под прикрытием мебельного бизнеса и химчисток занимался бутлегерством, игорным бизнесом и сутенёрством, а также благотворительностью (открыл сеть бесплатных столовых для безработных сограждан). Яркий представитель организованной преступности США эпохи Сухого закона и Великой депрессии, зародившейся и существовавшей там под влиянием итальянской мафии, а также глава её Чикагского филиала.

## Ранние годы
Капоне родился в Бруклине и был четвёртым ребёнком Габриэле Капоне (1865—1920) и Терезы Райолы (1867—1952). Родители были итальянскими эмигрантами (оба были уроженцами Ангри), которые приехали в США в 1894 году из австро-венгерской Риеки (куда эмигрировали за год до этого) и обосновались на Нэйви-стрит-95 в районе Нью-Йоркской военно-морской верфи в пригороде Бруклина, Нью-Йорк. Отец был парикмахером, мать — швеёй. Всего у них было 9 детей: сыновья Джеймс Винченцо (1892—1952), Рафаелле Джеймс (1894—1974), Сальваторе (1895—1924), Альфонсе, дочь Эрмина (1901—1902), сыновья Эрмино Джон (1903—1985), Альберт Умберто (1905—1980), Мэтью Николас (1908—1967) и дочь Мафальда (1912—1988).
Когда Альфонсе было 11 лет, Капоне переехали в бруклинский район Парк-Слоуп на Гарфилд-Плэйс-38. С ранних лет Альфонсе подавал признаки явного возбудимого психопата. В конечном итоге в 14 лет он напал на свою школьную учительницу, после чего бросил школу и какое-то время перебивался случайными заработками, после чего попал под влияние гангстера Джонни Торрио и присоединился к его банде «Джеймс-Стрит», влившейся затем в знаменитую банду «Пять углов» Паоло Ваккарелли, больше известного как Пол Келли.

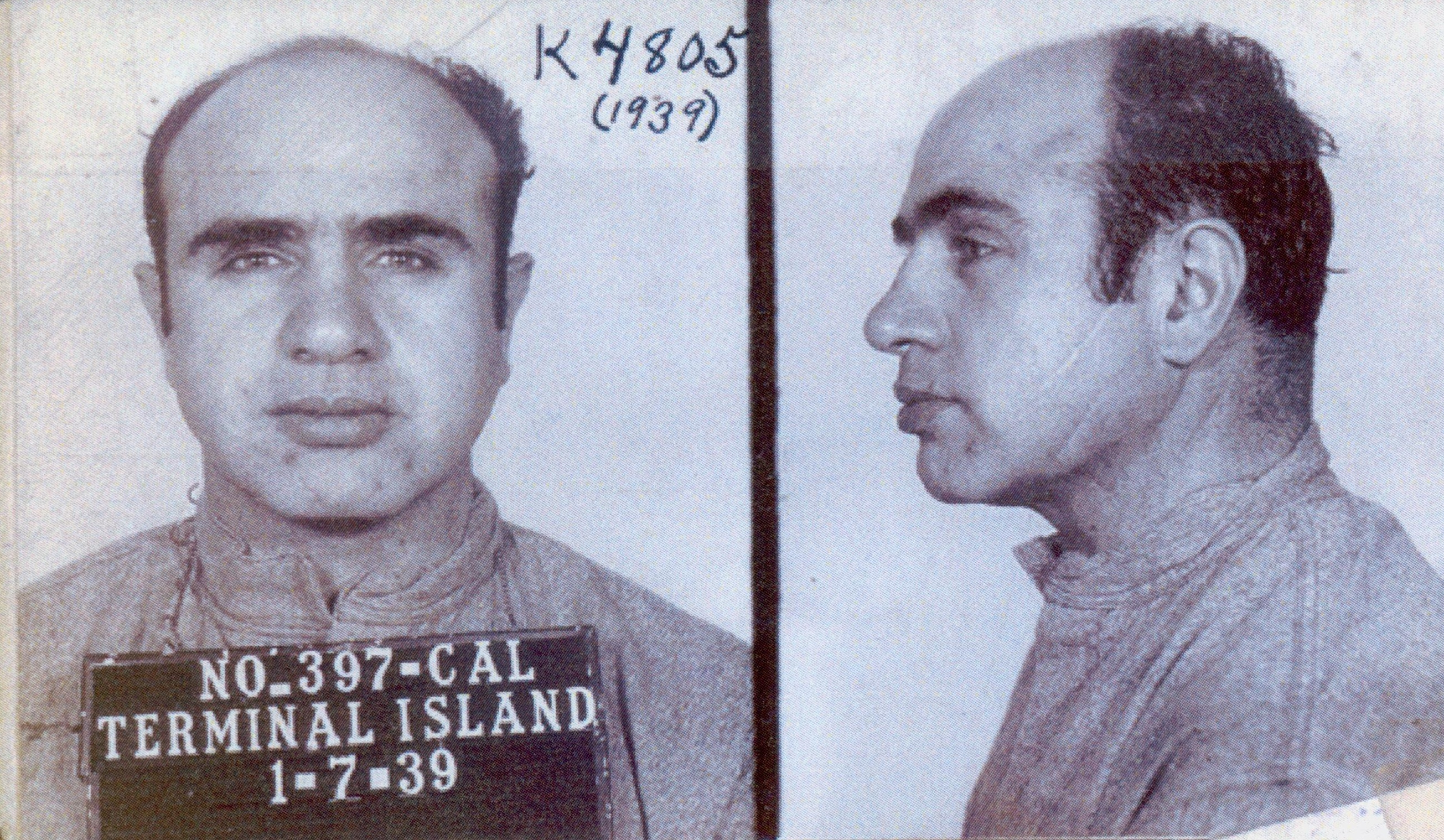
Аль Капоне в тюрьме на Терминал Айланд в Калифорнии, 7 января 1939. Шрамы видны на правом снимке в профиль

Габаритного подростка Альфонсе устроили вышибалой в бильярдный клуб, который был фактическим прибежищем банды и служил прикрытием для истинных дел (главным образом, нелегального игорного бизнеса и вымогательств). Пристрастившись играть на бильярде, он в течение года выигрывал абсолютно все турниры, проводившиеся в Бруклине. Благодаря физической силе и размерам Капоне с удовольствием выполнял эту работу в убогом злачном учреждении своего босса Йеля «Harvard Inn». Именно к этому периоду жизни историки приписывают поножовщину Капоне с уголовником Фрэнком Галлучо. Ссора произошла из-за сестры (по некоторым сведениям, жены) Галлучо, в адрес которой Капоне отпустил дерзкое замечание. Галлучо полоснул юного Альфонсо ножом по лицу, оставив ему знаменитый шрам на левой щеке, из-за которого в хрониках и поп-культуре Капоне получил прозвище «Лицо со шрамом» (англ. Scarface). Этой истории Альфонсо стыдился и происхождение шрама объяснял участием в «Потерянном батальоне», наступательной операции войск Антанты в Аргонском лесу в Первой мировой, из-за некомпетентности командования окончившейся трагически для пехотного батальона американских войск. На самом деле Альфонсо никогда не служил в армии — лейтенантом армии США был его старший брат Винченцо.

### Личная жизнь
4 декабря 1918 года подруга Капоне, ирландская католичка Мэри Джозефина Кафлин (1897—1986), родила ему сына Альберта Фрэнсиса «Сонни» Капоне (1918—2004). 30 декабря Капоне и Кафлин поженились в бруклинской церкви Святой Марии Звезды Моря. Поскольку Капоне ещё не было 21 года на тот момент, от его родителей потребовалось письменное согласие на брак.
Альберт родился с врождённым сифилисом и серьёзной сосцевидной инфекцией. Он перенёс вынужденную операцию на головном мозге и на всю жизнь остался частично глухим. Альберт был единственным ребёнком Аля и Мэри, что Лоренс Бергрин в своей книге «Capone: the man and the era» объяснял тем, что Аль заразил Мэри сифилисом, что в свою очередь привело к тому, что её последующие беременности оканчивались выкидышем и мертворождением. Внучатая племянница Аля, Дейдра Капоне (внучка его брата Рафаелле), в своей книге «Uncle Al Capone: The Untold Story from Inside His Family» и вовсе высказала сомнения, что Альберт мог быть не биологическим сыном Аля и Мэри — по её словам, Аль был бесплоден, а Мэри точно не была матерью Альберта.
В 1941 году Альберт женился на Диане Рут Кейси (1919—1989) и у них родились четыре дочери — Вероника Френсис (1943—2007), Диана Патриция, Барбара Мэй и Терри Холл.
В 1959 году состоялась премьера телесериала «Неприкасаемые», с долей вымысла рассказывающего о деятельности Элиота Несса, который арестовал Капоне. Хотя сам Капоне появлялся только в двух сериях, сериал был очень популярен, из-за чего интерес к персоне Капоне снова возрос. В 1960 году Альберт, Мэри и сестра Аля Мафальда Маритоте предъявили каналу CBS (на котором шёл сериал) и аффилированным компаниям иск на 6 миллионов долларов, обвинив их во вмешательстве в их личную жизнь, — Альберт заявил, что ему пришлось забрать семью и переехать в другой город, потому что его дочери начали подвергаться гонениям в школе. Федеральный окружной суд и окружной суд Чикаго отклонили иск, а когда Капоне обратились в Верховный суд США, то и там иск был отклонён на том основании, что права на неприкосновенность частной жизни в данном случае распространяются только на самого, покойного к тому моменту, Аля.
В 1965 году Альберт попался на мелкой краже в магазине, за которую он получил два года условно, после чего в 1966 году официально поменял своё имя на Альберт Фрэнсис Браун (фамилию Браун в качестве псевдонима часто использовал сам Аль). В июле 1964 года Альберт развёлся с женой, после чего он был женат ещё два раза.

## Карьера в мафии
В 1917 году Капоне вплотную интересовалась полиция Нью-Йорка: его подозревали в причастности по меньшей мере к двум убийствам, что послужило ему поводом перебраться вслед за Торрио в Чикаго и присоединиться к банде «Большого» Колозимо — держателя нескольких борделей и дяди Торрио. В этот период между Колозимо и Торрио шёл диспут о расширении сферы деятельности за счёт бутлегерства. Торрио был «за», Колозимо — «против». Алчный и беспринципный Торрио, исчерпав все аргументы, решил устранить несговорчивого родственника, и Альфонсо его поддержал. Исполнителем выступил знакомый по банде Five Points — гангстер Фрэнки Йель.
В бутлегерском бизнесе новоиспечённая банда Торрио встретила ожесточённую конкуренцию. Через несколько лет сосуществования конфликт интересов привёл к столкновению группировки Торрио с бандой Irish North Side Дэйона О’Бэниона, которое в итоге вылилось в убийство последнего. Банда О’Бэниона не смирилась с поражением, и следующей заметной жертвой противоборства стал Мэтью Николас, младший брат Альфонсо. Два покушения на жизнь и тяжёлое ранение Торрио в перестрелке заставили его отойти от дел и назначить 26-летнего Аль Капоне своим преемником. На тот момент банда насчитывала около тысячи бойцов и собирала в неделю по 300 тысяч долларов дохода.
Аль Капоне ввёл такое понятие, как рэкет. Мафия начала заниматься эксплуатацией проституции, а покрывали всё это огромные взятки, выплачивавшиеся Капоне не только полицейским, но и политикам. Война бандитов при Капоне приняла невиданные для тех пор размеры. Только между 1924 и 1929 годами в Чикаго было застрелено более пятисот бандитов. Капоне беспощадно истребил ирландские банды О’Бэниона, Доуэрти и Билла Морана. В перестрелках использовали автоматы, пулемёты и ручные гранаты, устанавливаемые в автомобилях взрывные устройства.
С Капоне связывают происхождение выражения «отмывать деньги». Чтобы скрыть происхождение своих доходов, он открыл в США большую сеть прачечных и свои преступные доходы декларировал как доход от прачечных.
Аль Капоне перебрался из Чикаго в пригород Сисеро. Муниципальные выборы там в 1924 году представляли особый интерес для мафии и «были отмечены стрельбой, поножовщиной, похищениями и другими преступлениями, не имеющими аналогов на предыдущих выборах».
Однако, Аль Капоне не признавал за собой никакой вины. Он действительно считал себя благодетелем общества — его неоцененным и непонятым благодетелем. Вот его слова: «Я потратил лучшие годы своей жизни, доставляя людям приятные развлечения и помогая им хорошо проводить время, и получил за это лишь оскорбления и положение человека, за которым охотятся».

### Бойня в День святого Валентина
В ноябре 1924 года Торрио заказал убийство О’Бэниона и развязал открытую войну против его соратников за лидерство на рынке контрабандного алкоголя в Чикаго. В результате ответных действий северо-западных едва избежавший расправы Торрио пустился в бега, назначив ответственным за операцию Капоне, который в противоборстве сам едва не погиб в сентябре 1926 года.
В назначенный час члены банды Капоне в форме чикагских полицейских ворвались в гараж, где конкурировавшая ирландская банда Морана организовала склад контрабандного виски. Люди Морана, захваченные врасплох, подняли руки вверх, будучи убеждены в подлинности полицейских. Они послушно выстроились у стенки, но вместо ожидаемого обыска раздались выстрелы. Семь человек были убиты. Тем не менее основная цель, ради которой и было спланировано преступление, не была достигнута — Багс Моран опоздал на встречу и, увидев припаркованный у склада автомобиль полиции, скрылся. Привлечённые выстрелами прохожие столпились перед гаражом. Они были чрезмерно удивлены расторопностью блюстителей порядка, когда парни Капоне в новой, как с иголочки, форме покинули место кровавой бойни.
Прямых доказательств причастности к эпизоду Капоне обнаружено не было. Более того, за преступление перед судом никто так и не предстал.
Опубликованные снимки с места преступления шокировали общественность и изрядно испортили репутацию Капоне в обществе, а также заставили федеральные органы правопорядка вплотную заняться расследованием его деятельности.

## Падение Капоне и смерть
В июле 1931 года Капоне предстал перед федеральным судом и в мае 1932 года был приговорён к 11 годам тюремного заключения в исправительном заведении Атланты за неуплату налогов в размере 388 тысяч долларов. По прибытии туда в ходе медосмотра у Капоне были диагностированы сифилис и гонорея, а также симптомы абстиненции, вызванные кокаиновой зависимостью и приведшие к повреждению носовой перегородки. В тюрьме Капоне работал в обувной мастерской по восемь часов в день. Его слабое здоровье привело к тому, что он подвергался нападкам других заключённых, однако сумел сколотить вокруг себя небольшую охрану из других заключённых — в частности, ему оказывал поддержку его сокамерник Рэд Руденский, мелкий мошенник, уже имевший связь с бандой Капоне и всерьёз опасавшийся за психику последнего. Такая обстановка в итоге породила слухи, что Капоне имеет привилегии, из-за чего в 1934 году его перевели в тюрьму на острове Алькатрас. 23 июня 1936 года Капоне получил там поверхностное ножевое ранение от заключённого Джеймса Лукаса. В Алькатрасе психическое здоровье Капоне из-за прогрессирующего нейросифилиса всё больше ухудшалось, и последний год заключения он провел в тюремной больнице. Из-за здоровья его срок был сокращён, и 6 января 1939 года его выпустили из тюрьмы и перевели в калифорнийское федеральное исправительное учреждение на Терминал-Айленде для отбывания наказания за неуважение к суду, откуда выпустили 16 ноября того же года.
После освобождения Капоне был направлен в балтиморскую больницу Джонса Хопкинса для лечения пареза (вызванного сифилисом поздней стадии), но там его отказались принять из-за репутации. В итоге Капоне был помещён в больницу Юнион-Мемориал, которой он позже пожертвовал в знак благодарности две японские плакучие вишни. После нескольких недель стационарного амбулаторного лечения так и не выздоровевший Капоне покинул Балтимор 20 марта 1940 года и отправился к жене и сыну в семейный особняк на Палм-Айленде во Флориде. В 1946 году его врач и психиатр из Балтимора провели обследование и пришли к выводу, что Капоне обладает психикой и разумом 12-летнего ребёнка. 21 января 1947 года Капоне перенёс инсульт, из которого выкарабкался, но затем у него диагностировали пневмонию. 22 января у него случилась остановка сердца, а 25 января Капоне умер в своём доме в окружении семьи. Изначально он был похоронен на кладбище Маунт-Оливет в Чикаго, но в 1950 году останки Капоне вместе с останками его отца и брата Сальваторе были перевезены на кладбище Маунт Кармел в Хиллсайде, штат Иллинойс.

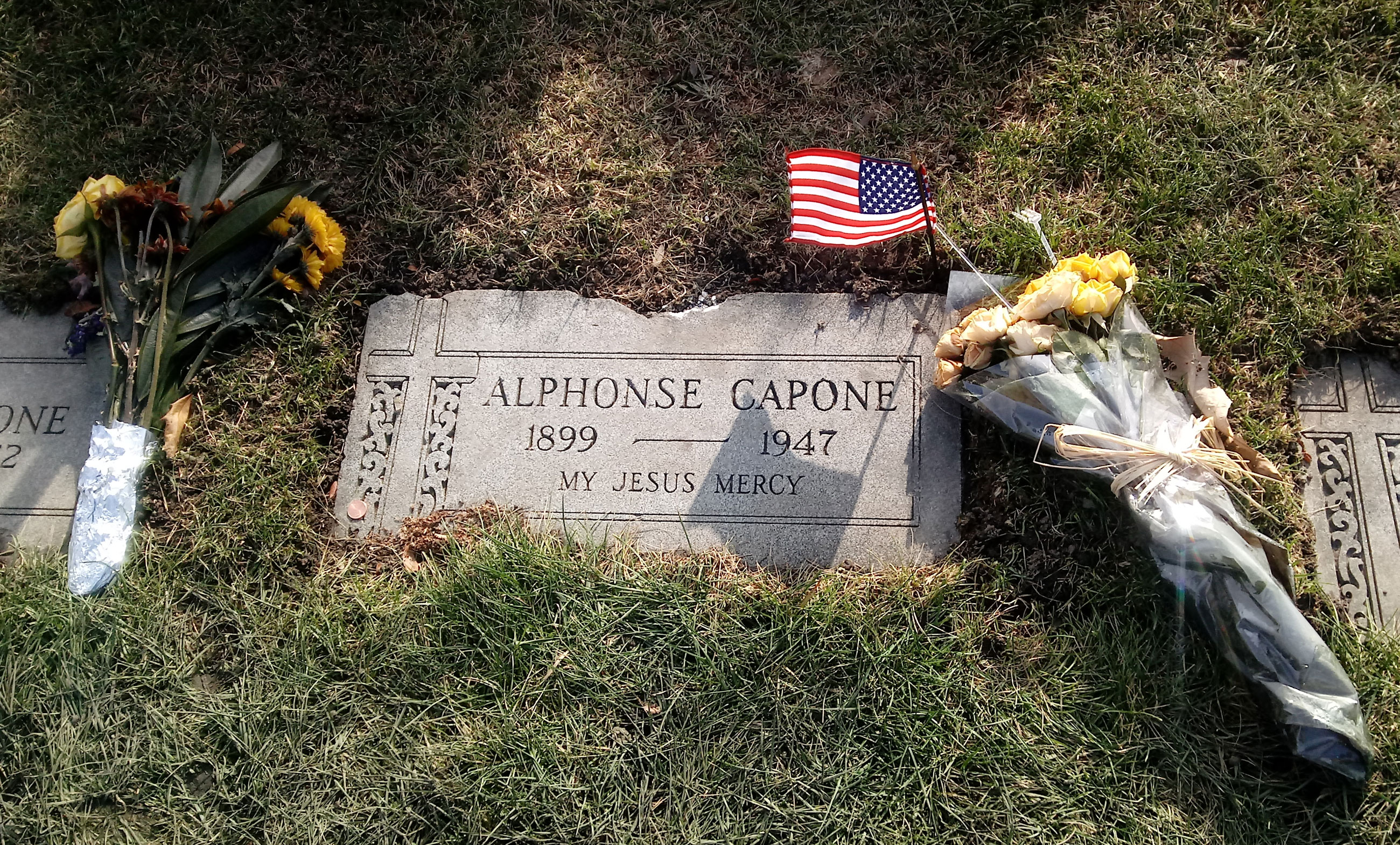
Могила Аль Капоне на кладбище Маунт-Кармел, Хиллсайд, Иллинойс

## Киновоплощения и влияние на популярную культуру
В фильмах и телесериалах роль Капоне исполняли:
- Род Стайгер в фильме «Аль Капоне» (1959)[14] .
- Джейсон Робардс в фильме «Резня в День святого Валентина» (1967)[14] .
- Бен Газзара в фильме «Капоне» (1975)[14] .
- Роберт Де Ниро в фильме «Неприкасаемые» (1987)[14] .
- Винсент Гуастаферро в фильме «Нитти-гангстер» (1988).
- Эрик Робертс в фильме «Пропавший Капоне» (1990).
- Титус Уэлливер в фильме «Гангстеры» (1991).
- Уильям Форсайт в сериале «Неприкасаемые» (1993—1994).
- Уильям Дивейн в телесериале «Лоис и Кларк: Новые приключения Супермена» (2-й сезон, 7-й эпизод) (1993—1997)[14].
- Роберто Малоне в фильме «Горячая жизнь Аль Капоне» (1995).
- Ф. Мюррей Абрахам в фильмах «Диллинджер и Капоне» (1995) и «Красавчик Нельсон» (1996).
- Джулиан Литман в фильме «Парни Аль Капоне» (2002).
- Джон Бернтал в фильме «Ночь в музее 2» (2009)[15].
- Стивен Грэм в сериале «Подпольная империя» (2010—2014).
- В телесериале «Вне времени» (1 сезон, 15 серия) (2016—2018).
- Майло Гибсон в фильме «Земля гангстеров» (2017).
- Том Харди в фильме «Капоне. Лицо со шрамом» (2020).
- Роберт Уокер Браншод в фильме «Мейер Лански» (2021).

В музыке:
- Песня Майкла Джексона из альбома «Bad» носит название «Al Capone».
- Песня Принца Бастера с альбома «The Outlaw» называется «Al Capone».
- В песне Queen «Stone Cold Crazy» герою снится, что он Аль Капоне.
- Песня российской группы Bad Balance из альбома Легенды гангстеров — «Аль Капоне».